# Antiklerikalismus

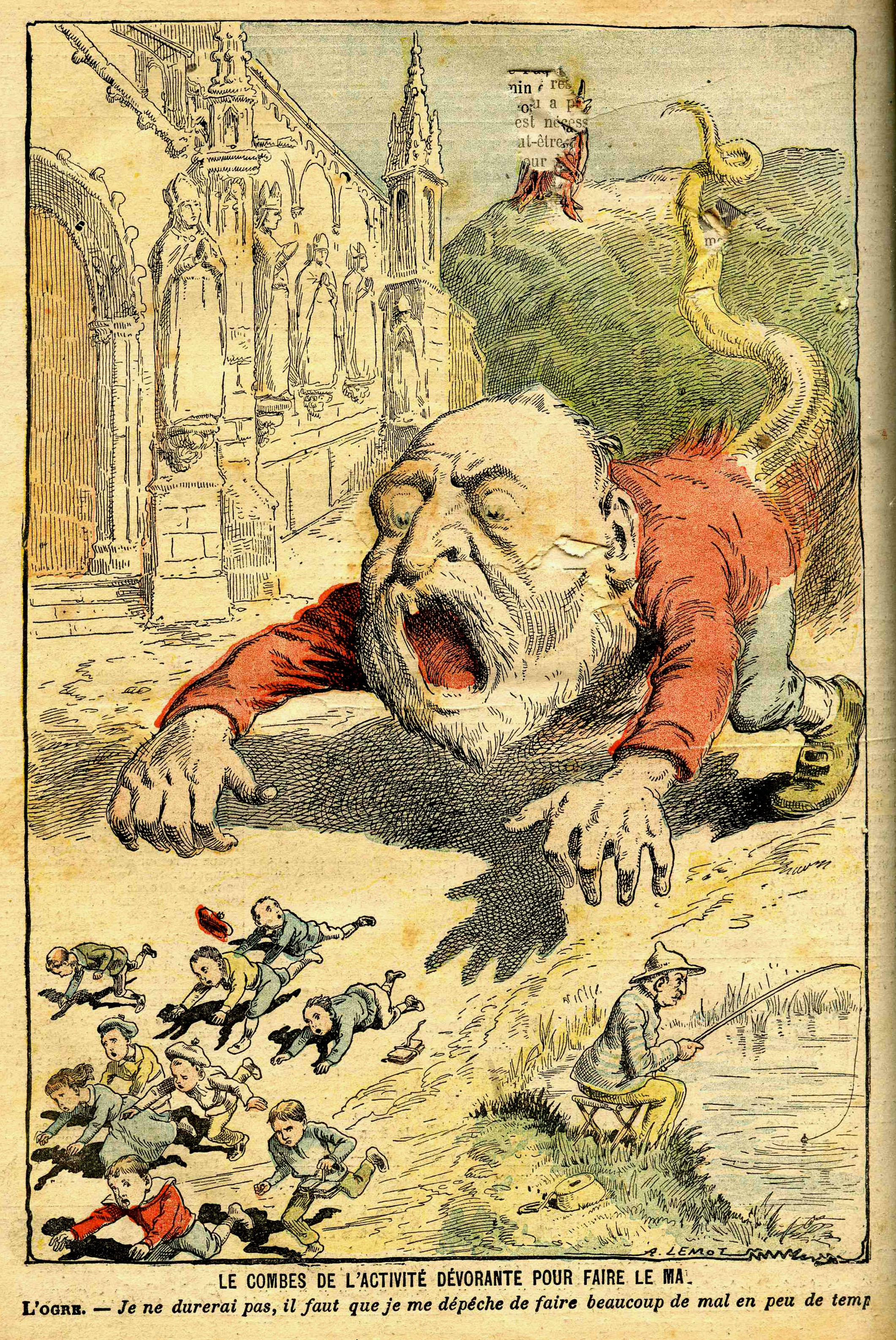
L'Ogre Corbes, karikatura 1902 (Ministerský předseda Combes živil antiklerikální nálady a zejména on stál za vyhošťováním řeholníků z Francie v letech 1902 a 1903)

Antiklerikalismus je historické hnutí, které se staví proti kléru (duchovnímu stavu) kvůli jeho skutečné nebo domnělé moci a vlivu v různých oblastech veřejného a politického života, proti jeho zasahování do běžného života občanů, jeho privilegiím a prosazování ortodoxie. Podle jiné definice znamená odmítání přímého, zejména politického vlivu církví.
Antiklerikálové nemusí být proti náboženství, někteří se stavěli proti kléru z důvodů institučních nebo kvůli sporům o interpretaci náboženství. Stoupenci tohoto hnutí si vedou většinou aktivněji než zastánci laicismu. V mnoha případech vedl antiklerikalismus až k násilí a vraždění kněží (Mexiko, Španělsko, Albánie aj.), k útokům na církev a k zabírání nebo ničení jejího majetku.

## Historie

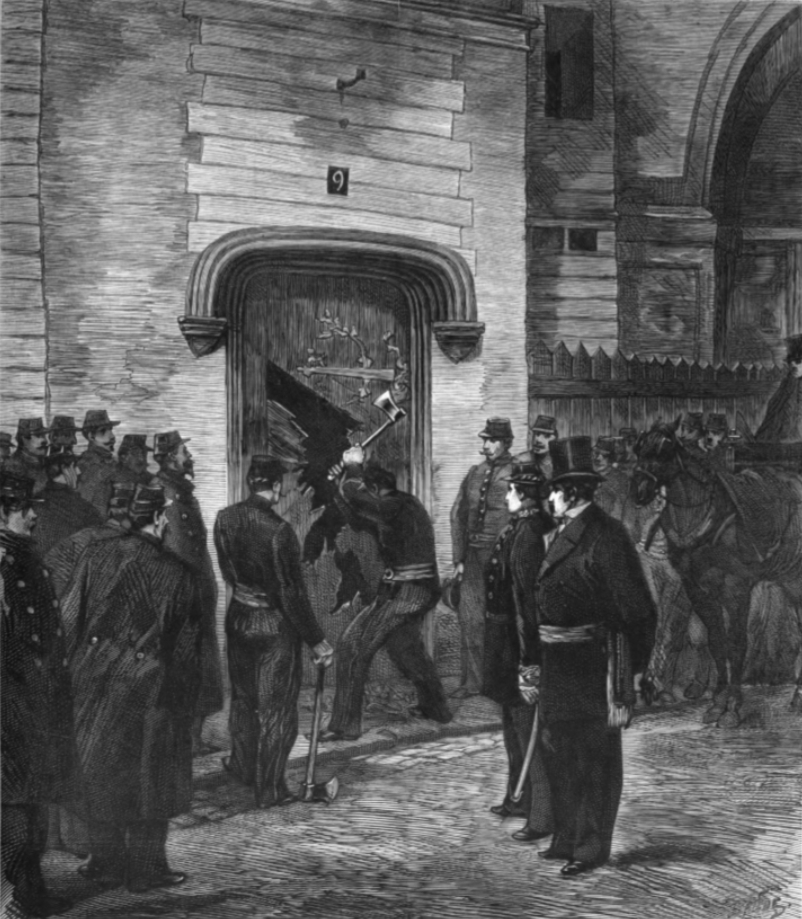
Hasiči za přítomnosti policie rozbíjejí dveře dominikánského kláštera v Paříži (ilustrace Le Monde)

Antiklerikalismus v různých podobách existoval během celé historie křesťanství a je považován za jeden z faktorů, které stály za husitstvím i protestantskou reformací v 16. století. Někteří filozofové doby osvícenství, například Voltaire, napadali katolickou církev, její vedení a kněží, a vytýkali jim zejména morální zkaženost mnoha duchovních.
Tyto útoky vedly částečně k zrušení řádu Jezuitů (1773) a hrály také rozhodující úlohu v hromadných napadáních samotné existence církve během Velké francouzské revoluce. V 19. století se námitky proti politickému angažování církve začaly objevovat i mezi katolickými věřícími a duchovními (došlo k zrušení titulů kníže-biskup, vešly v platnost zákazy účasti katolického duchovenstva na politickém životě). Později byli jezuité v mnoha zemích opět povoleni a od Druhého vatikánského koncilu smějí katoličtí kněží zastávat veřejné funkce jen se zvláštním povolením. V období Třetí francouzské republiky došlo k vyhoštění řeholních kongregací z Francie a znovu pak v roce 1902 a 1903.
V první polovině 20. století se antiklerikalismus objevil i v islámských zemích (Turecko), v Latinské Americe vedl ke krutým pronásledováním kněží a církve. Také komunistické režimy v Evropě, v Asii i jinde kněžstvo soustavně pronásledovaly.
Specifickou podobu na sebe antiklerikalismus vzal v českých zemích, kde vystupoval již před rokem 1918 v podobě antikatolicismu, což se pak naplno projevilo v prvních letech československé první republiky a vygradovalo v komunistické pronásledování křesťanských církví.